# Aloe nordaliae
Aloe nordaliae là một loài thực vật có hoa trong họ Măng tây. Loài này được Wabuyele mô tả khoa học đầu tiên năm 2006.